# Liste der Monuments historiques in La Bussière-sur-Ouche
Die Liste der Monuments historiques in La Bussière-sur-Ouche führt die Monuments historiques in der französischen Gemeinde La Bussière-sur-Ouche auf.

## Liste der Immobilien
| Bezeichnung                | Beschreibung | Standort                                    | Kennzeichnung | Schutzstatus           | Datum     | Bild           |
| -------------------------- | --- | ------------------------------------------- | ------------- | ---------------------- | --------- | -------------- |
| Kloster La Bussière        | Zisterzienserabtei, 1130 in Loizerolle gegründet, kurz danach verlagert; die Kirche 1172 geweiht, das Kloster nach der Französischen Revolution aufgehoben und 1793 als Nationalgut verkauft; erhalten: Kirche Assomption-de-la-Vierge, Pforte, Kellerei, Refektorium und Taubenturm | La Bussière-sur-Ouche, 22 Grande Rue (Lage) | PA00112167    | Inscrit Classé Inscrit | 1966 1981 | weitere Bilder |
| Zehntscheune und Wegekreuz | ab dem 12. Jahrhundert | Loizerolle (Lage)                           | PA00112168    | Inscrit                | 1988      |                |

## Liste der Objekte
| Bezeichnung                                                                                            | Beschreibung                                     | Standort                                     | Kennzeichnung | Schutzstatus | Datum | Bild           |
| --- | ------------------------------------------------ | -------------------------------------------- | ------------- | ------------ | ----- | -------------- |
| Grabmal für Alexandre de Montagu                                                                       | Kalkstein, 13. Jahrhundert                       | in der Kirche Assomption-de-la-Vierge (Lage) | PM21000439    | Classé       | 1913  |                |
| Grabmal für Jacquette de Sombernon                                                                     | Kalkstein, bezeichnet 1259                       | in der Kirche Assomption-de-la-Vierge (Lage) | PM21000440    | Classé       | 1913  |                |
| Grabstein für Etienne II. de Montagu                                                                   | Kalkstein, erste Hälfte des 12. Jahrhunderts     | in der Kirche Assomption-de-la-Vierge (Lage) | PM21000441    | Classé       | 1913  | weitere Bilder |
| Grabstein für Louis de la Trémouille                                                                   | Kalkstein, Ende des 15. Jahrhunderts             | in der Kirche Assomption-de-la-Vierge (Lage) | PM21000442    | Classé       | 1913  |                |
| Skulptur Madonna mit Kind                                                                              | Kalkstein, farbig gefasst, 15. Jahrhundert       | in der Kirche Assomption-de-la-Vierge (Lage) | PM21000443    | Classé       | 1913  |                |
| Skulptur Heiliger Peter von Tarentaise                                                                 | Kalkstein, 16. Jahrhundert                       | in der Kirche Assomption-de-la-Vierge (Lage) | PM21000444    | Classé       | 1913  |                |
| Taufpiscina                                                                                            | Kalkstein, 15. Jahrhundert                       | in der Kirche Assomption-de-la-Vierge (Lage) | PM21000445    | Classé       | 1913  |                |
| Skulptur Heilige Barbara                                                                               | Kalkstein, 16. Jahrhundert                       | in der Kirche Assomption-de-la-Vierge (Lage) | PM21000446    | Classé       | 1913  |                |
| Relief Die Vision des heiligen Hubertus                                                                | Kalkstein, farbig gefasst, 16. Jahrhundert       | in der Kirche Assomption-de-la-Vierge (Lage) | PM21000447    | Classé       | 1913  |                |
| Marienlebenaltar                                                                                       | Kalkstein, um 1500                               | in der Kirche Assomption-de-la-Vierge (Lage) | PM21000448    | Classé       | 1913  | weitere Bilder |
| Vier Gemälde: Mariä Heimsuchung, Mariä Himmelfahrt, Zisterzienserabt und Heiliger Nikolaus mit Stifter | Ölfarbe auf Holz, bezeichnet 1676                | in der Kirche Assomption-de-la-Vierge (Lage) | PM21000449    | Classé       | 1913  | weitere Bilder |
| Grabstein für Guy de Saffres                                                                           | Kalkstein, bezeichnet 1305                       | in der Kirche Assomption-de-la-Vierge (Lage) | PM21000450    | Classé       | 1916  |                |
| Grabstein für Jean de Sombernon                                                                        | Kalkstein, bezeichnet 1279                       | in der Kirche Assomption-de-la-Vierge (Lage) | PM21000451    | Classé       | 1931  |                |
| Grabstein für Jean de Drée                                                                             | Kalkstein, bezeichnet 1314                       | in der Kirche Assomption-de-la-Vierge (Lage) | PM21000452    | Classé       | 1931  |                |
| Grabstein für Etienne I. de Montagu                                                                    | Kalkstein, bezeichnet 1315                       | in der Kirche Assomption-de-la-Vierge (Lage) | PM21000453    | Classé       | 1931  |                |
| Grabstein für Marguerite de Ventadour                                                                  | Kalkstein, bezeichnet 1399                       | in der Kirche Assomption-de-la-Vierge (Lage) | PM21000454    | Classé       | 1931  | weitere Bilder |
| Grabstein für Jeanne de Montagu                                                                        | Kalkstein, bezeichnet 1427                       | in der Kirche Assomption-de-la-Vierge (Lage) | PM21000455    | Classé       | 1931  | weitere Bilder |
| Grabstein für Nicolas Baillot                                                                          | Kalkstein, bezeichnet 1624                       | in der Kirche Assomption-de-la-Vierge (Lage) | PM21000456    | Classé       | 1931  |                |
| Skulptur Heilige Margaretha                                                                            | Kalkstein, 16. Jahrhundert                       | in der Kirche Assomption-de-la-Vierge (Lage) | PM21000457    | Classé       | 1933  |                |
| Relief Kreuzigung und Tugenden                                                                         | Fragmente eines Grabdenkmals; Kalkstein, um 1507 | in der Kirche Assomption-de-la-Vierge (Lage) | PM21000458    | Classé       | 1933  | weitere Bilder |
| Chorgestühl                                                                                            | Holz, 17. Jahrhundert                            | in der Kirche Assomption-de-la-Vierge (Lage) | PM21000459    | Classé       | 1959  |                |
| Skulptur Heiliger Josef mit Jesusknaben                                                                | Holt, weiß gefasst, 16. Jahrhundert              | in der Kirche Assomption-de-la-Vierge (Lage) | PM21000460    | Classé       | 1960  |                |
| Skulptur Heiliger Sebastian                                                                            | Holz, farbig gefasst, 16. Jahrhundert            | in der Kirche Assomption-de-la-Vierge (Lage) | PM21000461    | Classé       | 1960  |                |